# Healing Is Difficult
Healing Is Difficult er det andet album fra den australske musiker Sia, udgivet i Storbritannien den 9. juli 2001 og i Amerika den 28. maj 2002. I Storbritannien blev albummets første single "Taken for Granted" udgivet i begyndelsen af 2000 og toppede som nummer 10 på UK Singles Chart. Et lavbudget musikvideo er lavet til omkring $50. Opfølgeren "Little Man" toppede som nummer 85, sangen fik en to-trins garage remix, som var populær på det tidspunkt. En tredje single "Drink to Get Drunk" var planlagt, men kun "Different Gear" Remix modtog en begrænset udgivelse i hele Europa, som fremmes som "Different Gear vs. Sia".  Topposition var nummer 91 i England, 85 i Holland og 55 i Belgien og nummer 1 på Dance hitlisten der. Den fjerde og sidste single planlagt var "Blow It All Away", som blev genindspillet som "Throw It All Away" på grund af Angrebene den 11. september. Imidlertid fejlede singlen. Pladen havde ingen hitlistesucces i Storbritannien på grund af manglende fremme. Sporet "Sober and Unkissed" blev oprindeligt vist på Sias første soloalbum, OnlySee, under overskriften "Soon", og "I'm Not Important to You" blev oprindeligt udført af Sia med sit band Crisp for deres album The Word and the Deal i 1996 som nummeret "Sia's Song".

## Trackliste
Alle sange er skerevet af Sia Furler og Sam Frank medmindre andet er angivet.
| #   | Titel                      | Sangskriver(e)                                         | Producer(s)           | Længde |
| --- | -------------------------- | ------------------------------------------------------ | --------------------- | ------ |
| 1.  | "Fear"                     | Sia Furler                                             | Sia Furler, Sam Frank | 5:11   |
| 2.  | "Drink to Get Drunk"       | Furler, Sam Frank                                      |                       | 4:41   |
| 3.  | "Taken for Granted"        | Furler                                                 | Nigel Corsbie         | 4:35   |
| 4.  | "Blow It All Away"         | Furler, Blair MacKichan, Felix Howard, Kevin Armstrong | Blair Mackichan       | 4:40   |
| 5.  | "Get Me"                   | Furler, Frank                                          |                       | 3:13   |
| 6.  | "I'm Not Important to You" | Furler, Frank                                          |                       | 6:08   |
| 7.  | "Sober and Unkissed"       | Furler                                                 | Furler, Jesse Flavell | 4:01   |
| 8.  | "Healing Is Difficult"     | Furler, Frank                                          |                       | 5:24   |
| 9.  | "Judge Me"                 | Furler, Frank                                          |                       | 4:15   |
| 10. | "Little Man"               | Furler, Frank                                          |                       | 6:04   |
| 11. | "Insidiously"              | Furler, Frank                                          |                       | 8:50   |

| 12. | "Little Man" (Exemen Works)               | Furler, Frank |  | 7:54 |
| 13. | "Drink To Get Drunk" (Different Gear Mix) | Furler, Frank |  |      |

| 12. | "Drink To Get Drunk" (Different Gear Mix) | Furler, Frank |  |  |

| 1.  | "Fear"                                        | Sia Furler                                             | Sia Furler, Sam Frank | 5:11 |
| 2.  | "Drink to Get Drunk"                          | Furler, Sam Frank                                      |                       | 4:41 |
| 3.  | "Taken for Granted"                           | Furler                                                 | Nigel Corsbie         | 4:35 |
| 4.  | "Blow It All Away"                            | Furler, Blair MacKichan, Felix Howard, Kevin Armstrong | Blair Mackichan       | 4:40 |
| 5.  | "Get Me"                                      | Furler, Frank                                          |                       | 3:13 |
| 6.  | "I'm Not Important to You"                    | Furler, Frank                                          |                       | 6:08 |
| 7.  | "Sober and Unkissed"                          | Furler                                                 | Furler, Jesse Flavell | 4:01 |
| 8.  | "Healing Is Difficult"                        | Furler, Frank                                          |                       | 5:24 |
| 9.  | "Judge Me"                                    | Furler, Frank                                          |                       | 4:15 |
| 10. | "Little Man"                                  | Furler, Frank                                          |                       | 6:04 |
| 11. | "Insidiously"                                 | Furler, Frank                                          |                       | 8:50 |
| 12. | "Drink To Get Drunk" (Different Gear Mix)     | Furler, Frank                                          |                       | 7.55 |
| 13. | "Taken for Granted" (Groove Chronicles Remix) | Furler                                                 |                       | 5.19 |
| 14. | "Taken for Granted" (Desert Eagle Discs Mix)  | Furler                                                 |                       | 4.19 |
| 15. | "Taken for Granted" (Restless Soul Remix)     | Furler                                                 |                       | 7.02 |
| 16. | "Taken for Granted" (Soul Brother Remix)      | Furler                                                 |                       | 5.22 |
| 17. | "Taken for Granted" (Mvp Remix)               | Furler                                                 |                       | 4.58 |
| 18. | "Judge Me" (Siksense Remix)                   | Furler, Frank                                          |                       | 5.35 |
| 19. | "Little Man" (Exemen Works)                   | Furler, Frank                                          |                       | 5:04 |

- Otto Williams spillede bas på spor 1 og 7.
- Kvadrofoni (Richard Louis Simmonds & Tony Rapacioli) spillede Strings på spor 2 og 3.
- Isobel Dunn arrangerede og spillede Strings på spor 4.
- Blair MacKichan spillede Strings udover at have produceret sporet 4.
- Jesse Flavell spillede guitar foruden at have produceret sporet 7.

## Singler
Den første single toppede som #10 på UK Singles Chart den 3. juni 2000. Sia udførte selv sangen på Jo Whileys BBC Radio 1 radio show. De næste to singler levede ikke op til den succes. I 2002 "Taken for Granted" toppede på # 100 på australske ARIA Singles Chart . I april 2002 albummet debuterede som #99 men opholder sig der i en uge. Det nåede også #9 på Australian ARIA Singles Chart.

## Hitliste
| År   | Hitliste                      | Top position |
| ---- | ----------------------------- | ------------ |
| 2002 | Australiens ARIA Albums Chart | 99           |
| 2001 | Irisk Albumhitliste           | 140          |